# Општина Садова (Долж)
Садова (рум. Sadova) општина је у Румунији у округу Долж.
Oпштина се налази на надморској висини од 72 m.